# Percina
A Percina a sugarasúszójú halak (Actinopterygii) osztályának sügéralakúak (Perciformes) rendjébe, ezen belül a sügérfélék (Percidae) családjába tartozó nem.

## Tudnivalók
A Percina-fajok Észak-Amerikában őshonosak. Édesvízi halak, amelyeknek legnagyobb hossza, fajtól függően 5-20 centiméter között van.

## Rendszerezés
A nembe az alábbi 49 faj tartozik:
- Percina antesella Williams & Etnier, 1977
- Percina apina Near & Simmons, 2017
- Percina apristis (Hubbs & Hubbs, 1954)
- Percina aurantiaca (Cope, 1868)
- Percina aurolineata Suttkus & Ramsey, 1967
- Percina aurora Suttkus & Thompson, 1994
- Percina austroperca Thompson, 1995
- Percina bimaculata Haldeman, 1844
- Percina brevicauda Suttkus & Bart, 1994
- Percina brucethompsoni Robison, Cashner, Raley & Near, 2014
- Percina burtoni Fowler, 1945
- Percina caprodes (Rafinesque, 1818)
- Percina carbonaria (Baird & Girard, 1853)
- Percina copelandi (Jordan, 1877)
- Percina crassa (Jordan & Brayton, 1878)
- Percina crypta Freeman, Freeman & Burkhead, 2008
- Percina cymatotaenia (Gilbert & Meek, 1887)
- Percina evides (Jordan & Copeland, 1877)
- Percina fulvitaenia Morris & Page, 1981
- Percina gymnocephala Beckham, 1980
- Percina jenkinsi Thompson, 1985
- Percina kathae Thompson, 1997
- Percina kusha Williams & Burkhead, 2007
- Percina lenticula Richards & Knapp, 1964
- Percina macrocephala (Cope, 1867)
- Percina macrolepida Stevenson, 1971
- Percina maculata (Girard, 1859)
- Percina nasuta (Bailey, 1941)
- Percina nevisense (Cope, 1870)
- Percina nigrofasciata (Agassiz, 1854)
- Percina notogramma (Raney & Hubbs, 1948)
- Percina oxyrhynchus (Hubbs & Raney, 1939)
- Percina palmaris (Bailey, 1940)
- Percina pantherina (Moore & Reeves, 1955)
- Percina peltata (Stauffer, 1864)
- Percina phoxocephala (Nelson, 1876)
- Percina rex (Jordan & Evermann, 1889)
- Percina roanoka (Jordan & Jenkins, 1889)
- Percina sciera (Swain, 1883)
- Percina shumardi (Girard, 1859)
- Percina sipsi Williams & Neely, 2007
- Percina smithvanizi Williams & Walsh, 2007
- Percina squamata (Gilbert & Swain, 1887)
- Percina stictogaster Burr & Page, 1993
- Percina suttkusi Thompson, 1997
- csigaevő sügér (Percina tanasi) Etnier, 1976
- Percina uranidea (Jordan & Gilbert, 1887)
- Percina vigil (Hay, 1882)
- Percina williamsi Page & Near, 2007